# Fleet
Fleet è una cittadina di 31.687 abitanti della contea dell'Hampshire, in Inghilterra, ed è sede di distretto.